# Шевченкове (Лозівський район)
Шевче́нкове —  село в Україні, у Лозівському районі Харківської області. Входить до складу Олексіївської сільської громади. Населення становить 40 осіб. Колишній орган місцевого самоврядування — Одрадівська сільська рада.

## Географія
Село Шевченкове знаходиться на лівому березі річки 
Берека, вище за течією на відстані 9 км розташоване село Олексіївка, нижче за течією на відстані 6,5 км розташоване село Михайлівка, на протилежному березі - село Максимівка. Вище за течією на відстані 1 км знаходиться гребля Берецького водосховища. До села примикає великий садовий масив.

## Історія
- 1700 - дата заснування.